# Tolstoy
Tolstoy – miasto w Stanach Zjednoczonych, w stanie Dakota Południowa, w hrabstwie Potter.